# 于靓
于靓（1989年9月9日—），中国足球运动员，现效力于中甲球队福建骏豪。

## 俱樂部生涯
在2011年，福建骏豪参加中国足球乙级联赛上，于靓以12粒入球成为队内最佳射手，而他也是福建骏豪冲甲成功最主要的功臣之一。
2012年，中甲联赛第一场福建骏豪主场迎战延边队的比赛中，于靓拼抢时受伤，而此次伤病，也让于靓错过了2012一整个赛季的联赛。